# Brigita Bukovec
Pour les articles homonymes, voir Bukovec.
Brigita Bukovec, née le 21 mai 1970 à Ljubljana, est une athlète slovène, pratiquant le 100 mètres haies.

## Biographie
Elle représente la Yougoslavie jusqu'en 1991 puis représente la Slovénie à partir de 1992.
Elle remporte la médaille d'argent aux Jeux Olympiques d'Atlanta sur 100 mètres haies.

## Palmarès
| Année | Compétition                    | Lieu      | Place | Épreuve          |
| ----- | ------------------------------ | --------- | ----- | ---------------- |
| 1989  | Championnats d'Europe juniors  | Varaždin  | 3e    | 100 mètres haies |
| 1993  | Jeux méditerranéens            | Narbonne  | 1er   | 100 mètres haies |
| 1994  | Championnats d'Europe en salle | Paris     | 4e    | 60 mètres haies  |
| 1995  | Championnats du monde en salle | Barcelone | 3e    | 60 mètres haies  |
| 1996  | Championnats d'Europe en salle | Stockholm | 2e    | 60 mètres haies  |
| 1996  | Jeux Olympiques                | Atlanta   | 2e    | 100 mètres haies |
| 1997  | Championnats du monde          | Athènes   | 4e    | 100 mètres haies |
| 1998  | Championnats d'Europe          | Budapest  | 2e    | 100 mètres haies |
| 1999  | Championnats du monde en salle | Maebashi  | 4e    | 60 mètres haies  |